# Carla Mickelborg
Carla Chloe Mickelborg (født Sidse Mickelborg 2. november 1988) er en dansk skuespiller.
Carla blev i 2010 den kvindelige medvært på TV 2 Zulu programmet UPS! Det er live efter en åben casting. På programmet blev hun vært med de oprindelige værter, Martin Høgsted, Jøden, Karsten Green og Morten Wichmann.

## Filmografi

### Film
| År   | Titel                              | Rolle    | Noter   |
| ---- | ---------------------------------- | -------- | ------- |
| 2005 | Far til fire gi'r aldrig op        | Søs      |         |
| 2006 | Far til fire - i stor stil         | Søs      |         |
| 2008 | Far til fire - på hjemmebane       | Søs      |         |
| 2010 | Kys min bror                       | Rikke    | Kortflm |
| 2011 | Far til fire - på japansk          | Søs      |         |
| 2011 | Far til fire - tilbage til naturen | Søs      |         |
| 2012 | Far til fire - til søs             | Søs      |         |
| 2017 | En frygtelig kvinde                | Pernille |         |

### Tv-serier
| År   | Titel    | Rolle | Noter |
| ---- | -------- | ----- | ----- |
| 2009 | Kristian | Maria |       |